# Campionato russo di rugby a 15 2005
Il Campionato russo di rugby a 15 del 2005 (in russo Professional'naja regbijnaja liga 2005 fu il primo campionato semiprofessionistico organizzato dalla Federazione di rugby a 15 della Russia; parteciparono 6 squadre.

## Squadre Partecipanti
- Enisej-STM
- Krasnyj Jar
- RC Novokuznetsk
- RC Penza
- Slava Moscow
- VVA-Podmoskov'e

## Classifica Finale
|         | &nClub                 |       |        |       |       | Punti  | Punti | Punti | Punti classifica |
| Giocate | &nClub                 | Vinte | Pareg. | Perse | fatti | subiti | Diff. |       | Punti classifica |
| ------- | ---------------------- | ----- | ------ | ----- | ----- | ------ | ----- | ----- | ---------------- |
| 1       | Enisej-STM Krasnoyarsk | 20    | 17     | 0     | 3     | 676    | 244   | +432  | 71               |
| 2       | VVA-Podmoskovye Monino | 20    | 16     | 1     | 3     | 586    | 259   | +327  | 65               |
| 3       | Krasny Yar Krasnoyarsk | 20    | 13     | 1     | 6     | 471    | 360   | +111  | 60               |
| 4       | Slava Moscow           | 20    | 7      | 0     | 13    | 298    | 491   | -193  | 41               |
| 5       | RC Penza               | 20    | 5      | 0     | 15    | 281    | 515   | -234  | 35               |
| 6       | RC Novokuznetsk        | 20    | 1      | 0     | 19    | 184    | 627   | -443  | 22               |